# Жижу
Жижу (фр. Gijou) је река у Француској. Дуга је 50 km. Улива се у Агу. 